# 쇼크웨이브 (2017년 영화)
《쇼크웨이브》(拆弹专家, 영어: Shock Wave)는 2017년 공개한 홍콩의 액션 영화이다. 구예도가 감독을 맡았다.

## 출연
- 유덕화
- 송가
- 강무
- 줄리안 게르트너
- 오탁희
- 왕쯔이
- 황일화